# Ichinomiya (Xinto)

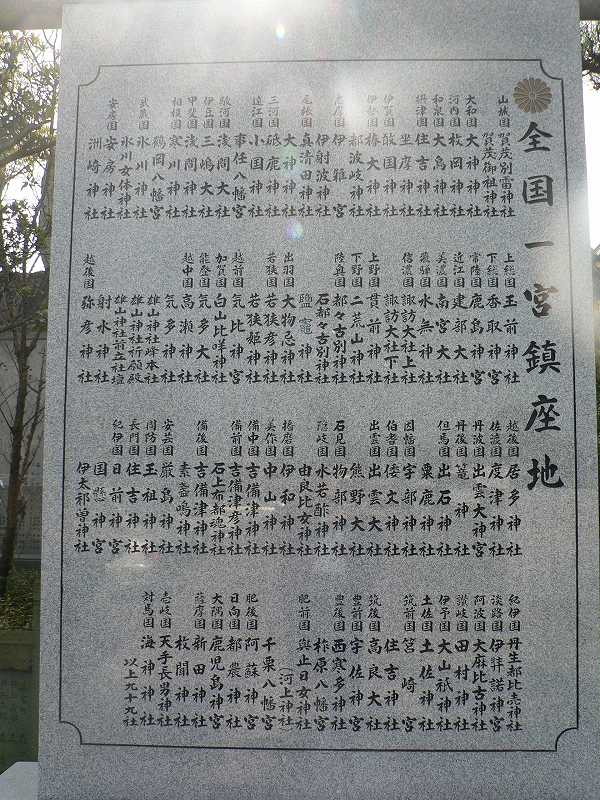
Llista dIchinomiya de tot el Japó al santuari de Tamura, Ichinomiya de la província de Sanuki

Ichinomiya (一宮, 一の宮, 一ノ宮 o 一之宮), traduït al català com a "primer santuari", és un terme històric referit als santuaris xintoistes o jinja del Japó amb el rang més alt dins d'una província o una prefectura. El seu equivalent budista és el Kokubunji o "temple (budista) provincial".
Les antigues províncies del Japó solien tindre un o més, d'Ichinomiya, els quals han creat molts topònims, com a Ichinomiya, a la prefectura d'Aichi o l'Ichinomiya de la prefectura de Chiba.
També hi van existir santuaris amb rang menor, sent aquest els Ninomiya (segon santuari), Sannomiya (tercer santuari), Shinomiya (quart santuari) i molts més, els quals han donat topònims com Ninomiya, a la prefectura de Kanagawa, Sannomiya, un barri de la ciutat de Kobe o l'estació de Shinomiya, a la prefectura de Kyoto.